# Misadventures
Misadventures è il quarto album in studio del gruppo musicale statunitense Pierce the Veil, pubblicato nel 2016.

## Tracce
1. Dive In – 4:52
2. Texas Is Forever – 3:39
3. The Divine Zero – 4:08
4. Floral & Fading – 3:29
5. Phantom Power and Ludicrous Speed – 3:50
6. Circles – 3:44
7. Today I Saw the Whole World – 3:41
8. Gold Medal Ribbon – 3:58
9. Bedless – 4:44
10. Sambuka – 2:36
11. Song for Isabelle – 4:50

Tracce bonus (edizione deluxe)
1. Floral & Fading (acoustic) – 3:48
2. Today I Saw the Whole World (acoustic) – 3:27

## Formazione
- Vic Fuentes – voce, chitarra ritmica, tastiera
- Tony Perry – chitarra classica
- Jaime Preciado – basso, cori
- Mike Fuentes – batteria